# SDBY
SDBY (* 20. Jahrhundert als Nadim H.) ist ein deutscher Rapper und Musikproduzent, der vor allem durch seine Mitwirkung an verschiedenen Veröffentlichungen von Hirntot Records bekannt wurde. Sein Pseudonym ist eine Abkürzung für „Sunny Drive by“.

## Leben
SDBY wurde 2005, kurz nach der Gründung von Hirntot Records, unter Vertrag genommen und war auf zahlreichen Alben mit eigenen Produktionen vertreten. Bei den beiden bundesweit beschlagnahmten Alben In drei Teufels Namen Vol. 1 (2005) und Vol. 2 (2007) ist er neben Blokkmonsta und Uzi als Hauptinterpret genannt. 2007 erschien sein erstes Produzentenalbum unter dem schlichten Titel Vol. 1. Darauf ist er auch als Rapper zu hören. Das Album wurde von Goldrausch Entertainment veröffentlicht. Ein reines Instrumentalalbum folgte ebenfalls 2007 als Beats aus Der Gruft – Kapitel 1: Grabgeflüster zusammen mit Blokkmonsta. Zusammen mit Dr. Faustus folgte 2009 die Kollaboration Auf die harte Tour. Sein zweites Produzentenalbum Vol. 2 – Die Hölle friert ein wurde im gleichen Jahr veröffentlicht.
Als Produzent war er unter anderem für Kaisa, Frauenarzt, King Orgasmus One und MC Basstard tätig.

## Diskografie

### Alben
- 2005: In drei Teufels Namen (mit Blokkmonsta und Uzi, Hirntot Records, bundesweit beschlagnahmt)
- 2007: Volume 0 (Downloadalbum, Goldrausch Entertainment)
- 2007: Volume 1 (Goldrausch Entertainment)
- 2007: Beats aus der Gruft – Kapitel 1: Grabgeflüster (mit Blokkmonsta, Hirntot Records)
- 2007: In drei Teufels Namen (mit Blokkmonsta und Uzi, Hirntot Records, bundesweit beschlagnahmt)
- 2009: Auf die harte Tour (mit Dr. Faustus, Hirntot Records)
- 2009: Volume 2 – Die Hölle friert ein (Hirntot Records)
- 2012: Sound Vol. 1 (Eigenproduktion, Goldrausch Entertainment, Höllenbund)
- 2013: Sound Vol. 2 (Eigenproduktion, Goldrausch Entertainment, Höllenbund)
- 2013: Sound Vol. 3 (Eigenproduktion, Goldrausch Entertainment, Höllenbund)
- 2020: Sound Vol. 4 (Eigenproduktion)
- 2021(?): Sound Vol. 5 (Eigenproduktion)

### Gastrap (Auswahl)
- 2008: Wer bin ich wirklich? auf Dr. Faustus von Dr. Faustus
- 2009: Echte Soldaten sterben nicht (Remix) auf 1-Mann-Armee von Blokkmonsta
- 2009: Wer hat Angst? auf Der Teenieslasher von Schwartz
- 2009: Hirntot Atzen auf Untergrund von Blokkmonsta und Arzt
- 2010: Profiliga auf Fremdgehen (Gastparts) von King Orgasmus One
- 2011: Diverse auf Todesschwadron (2CD) von Hirntot Records

### Produktionen (Auswahl)
- 2005: Blokkmonsta & Uzi: Hirntot (Hirntot Records)
- 2005: Blokkmonsta & Uzi: Lass die Waffen sprechen (Hirntot Records)
- 2007: Sicc: Suizide Tendenzen (4.9.0 Studioz)
- 2007: Kaisaschnitt: 28 Wochen später (Hell Raisa Records)
- 2007: Perverz: Mein Kopf zerplatzt (Hirntot Records)
- 2007: Blokkmonsta aka Dämon: Böses Blut (Hirntot Records)
- 2007: Diverse: Süsses sonst Stich III (Hirntot Records)
- 2007: Diverse: Legenden sterben nie (Hirntot Records)
- 2007: Dr. Faustus & Dr. Jekyll: Zwei Chirurgen drehen durch (Hirntot Records)
- 2008: Blokkmonsta & Schwartz: Desperados (Hirntot Records)
- 2008: Havikk & Hirntot Posse: Worldwide Cartel (Hirntot Records)
- 2008: Basstard & DJ Korx präsentieren: Horrorkore – Zeitzeugen (Horrorkore Entertainment)
- 2008: Perverz & Voodoo: 23 (Hirntot Records)
- 2008: Uzi/Blokkmonsta/Schwartz: Im Fadenkreuz – Die wahre Geschichte der Hassrapper (Hirntot Records)
- 2008: Diverse: Mord Instrumentals 2 (Hirntot Records)
- 2009: King Orgasmus One: LPM 2 (Hardcore Seelenficker Edition) (I Luv Money Records)
- 2009: Blokkmonsta & Uzi: Krieg & Frieden (Hirntot Records)
- 2009: Schlafwandler: Deja Vu (Gastparts) (4.9.0 Studioz)
- 2009: Schlafwandler: Insomnia – Schlaflos In 4.9.0 (4.9.0 Studioz)
- 2009: Basstard: Zwiespalt (Schwarz) (Horrorkore Entertainment)
- 2009: Basstard: Quint Essenz 1 – Basstards Gastparts (Horrorkore Entertainment)
- 2009: Schwartz: Geliebte Mutti (Online-EP, Hirntot Records)
- 2010: Blokkmonsta: Mit der Maske (Hirntot Records)
- 2011: Blokkmonsta & Schwartz: Todesschwadron (2CD, Hirntot Records)
- 2011: Diverse: Weihnachten im Untergrund (Distributionz)
- 2011: Diverse: Free Blokk & Hässlich Rap – Der Sampler (Hirntot Records)
- 2011: King Orgasmus One: MILF (Mothers I Like To Fuck) (I Luv Money Records)
- 2011: 4.9.0: Hanfgranaten Vol. Zer0 (Eigenproduktion)
- 2011: Rako: Mentaler Kriegszustand (Hirntot Records)
- 2012: 4.9.0: Ausgegraben & Wiederbelebt (2CD, 4.9.0 Studioz)
- 2012: Diverse: Weihnachten im Untergrund 2 (Distributionz)
- 2012: Uzi & Perverz: Fehler im System (Hirntot Records)
- 2012: Blokk & Smoky: Zu hart für den Markt (Hirntot Records)
- 2015: Uzi: *Aus der Anstalt (Hirntot Records)